# Тіна Ґустафссон
Тіна Ґустафссон  (швед. Tina Gustafsson, 30 вересня 1962) — шведська плавчиня, олімпійська медалістка.

## Виступи на Олімпіадах
| Олімпіада   | Дисципліна                            | Місце     |
| ----------- | ------------------------------------- | --------- |
| Москва 1980 | плавання на 200 метрів вільним стилем | 5 h4 r1/2 |
| Москва 1980 | естафета 4 × 100 вільним стилем       | 2         |
| Москва 1980 | комплексна естафета 4 × 100           | 4         |